# Trischistoma sheri
Trischistoma sheri är en rundmaskart som först beskrevs av Brzeski 1963.  Trischistoma sheri ingår i släktet Trischistoma och familjen Tripylidae. Inga underarter finns listade i Catalogue of Life.